# 941-es busz (Budapest)
A budapesti 941-es jelzésű éjszakai autóbusz a Móricz Zsigmond körtér és Budatétény vasútállomás között közlekedik, de nem helyettesíti a 973-as busz Budatétény felé vezető szakaszát, mert jelentős kitérővel közlekedik a két végállomás között, hogy elérhetővé tegye az éjszakai közlekedést Őrmezőn, Kelenvölgyben és Budafokon is. Míg a 973-as 25 perc alatt, addig a 941-es közel 50 perc alatt jut el Kelenföldről Budatétényre. A 941-es buszt az ArrivaBus üzemelteti.
Útvonalának leírása a nappali járatok alapján: a Móricz Zsigmond körtérről az M1–M7-es autópálya bevezetőjéig a Bartók Béla út – Hamzsabégi út – Ajnácskő utca útvonalon halad, ezt követően a 150-es és a 153-as buszok útvonalát lefedve érkezik a XXII. kerületi Ady Endre úthoz, majd arra letérve a 41-es villamost helyettesíti a rózsavölgyi szakaszon. Budafoktól a 141-es busz útvonalán halad tovább a Balatoni út / Háros utca csomópontig, ahonnan a 101E útvonalán halad a déli végállomása felé, de betér a 114-es busz Ispiláng utcai végállomásához is.

## Története
1997 és 2005 között 41É jelzésű éjszakai járat közlekedett szilveszterkor a Kosztolányi Dezső tér és az Őrmezői lakótelep között.
2005. szeptember 1-je óta közlekedik, számjelzése még a régi 41-es busz emlékét hordozza.

## Útvonala
| Budatétény vasútállomás (Campona) felé | Móricz Zsigmond körtér felé |
| --- | --- |
| Móricz Zsigmond körtér vá. – Villányi út – Fadrusz utca – Bartók Béla út – Hamzsabégi út – Ajnácskő utca – Budaörsi út – aluljáró – Menyecske utca – Neszmélyi út – Péterhegyi út – Csákvár utca – Bazsalikom utca – Torma utca – Péterhegyi út – Horogszegi határsor – Ady Endre út – Anna utca – Leányka utca – Savoyai Jenő tér – Kossuth Lajos utca – Tóth József utca – Mező utca – Gádor utca – Háros utca – Balatoni út – Szabadkai utca – Csiperke utca – Klauzál Gábor utca – Bíbic utca – Terv utca – VII. utca – Dózsa György út – XIII. utca – Ispiláng utca, buszforduló – XIII. utca – Dózsa György út – VII. utca – Rózsakert utca – Nagytétényi út – Budatétény vasútállomás (Campona) vá. | Budatétény vasútállomás (Campona) vá. – Nagytétényi út – Rózsakert utca – Terv utca – Bíbic utca – Klauzál Gábor utca – Csiperke utca – Szabadkai utca – Balatoni út – Háros utca – Gádor utca – Mező utca – Bérkocsi utca – Pannónia utca – Tóth József utca – Mária Terézia utca – Leányka utca – Anna utca – Ady Endre út – Horogszegi határsor – Péterhegyi út – Alabástrom utca – Bazsalikom utca – Kecskeméti József utca – Duránci utca – Gépész utca – Csákvár utca – Péterhegyi út – Neszmélyi út – Menyecske utca – Balatoni út – Budaörsi út – Ajnácskő utca – Hamzsabégi út – Bartók Béla út – Móricz Zsigmond körtér – Villányi út – Móricz Zsigmond körtér vá. |

## Megállóhelyei
| 0  | Móricz Zsigmond körtér M végállomás          | 45 | 907, 908, 908A, 918, 940, 960, 972, 972B, 973 |
| ∫  | Móricz Zsigmond körtér M                     | 43 | 6 907, 918, 973                               |
| 1  | Kosztolányi Dezső tér                        | 41 | 907, 908, 908A, 918, 940, 972, 972B           |
| ∫  | Karolina út                                  | 39 | 907, 908, 908A, 918, 940, 972                 |
| 3  | Kelenföldi autóbuszgarázs                    | 38 | 908, 908A, 940, 972, 972B                     |
| 4  | Ajnácskő utca                                | 38 | 908, 908A, 940, 972, 972B                     |
| 6  | Dayka Gábor utca                             | 37 | 908, 908A, 940, 972, 972B                     |
| 7  | Sasadi út                                    | 36 | 908, 908A, 940, 972, 972B                     |
| 9  | Kérő utca                                    | 35 |                                               |
| 10 | Menyecske utca                               | 34 |                                               |
| 10 | Péterhegyi út / Neszmélyi út                 | 33 |                                               |
| 11 | Igmándi utca                                 | 33 |                                               |
| 12 | Őrmezei út                                   | 32 |                                               |
| 13 | Gépész utca                                  | 31 |                                               |
| ∫  | Duránci utca                                 | 30 |                                               |
| ∫  | Kecskeméti József utca                       | 29 |                                               |
| 13 | Torma utca                                   | 29 |                                               |
| ∫  | Alabástrom utca                              | 28 |                                               |
| 14 | Bolygó utca                                  | 27 |                                               |
| 15 | Olajfa utca                                  | 27 |                                               |
| 15 | Kápolna út                                   | 27 |                                               |
| 16 | Kelenvölgy-Péterhegy                         | 26 |                                               |
| 17 | Pék utca                                     | 25 |                                               |
| 17 | Rózsavölgy felső                             | 25 |                                               |
| 19 | Rózsavölgy alsó                              | 24 |                                               |
| ∫  | Ady Endre út                                 | 23 |                                               |
| 20 | Vihar utca                                   | ∫  |                                               |
| ∫  | Leányka utcai lakótelep                      | 22 | 973                                           |
| 22 | Savoyai Jenő tér                             | 20 | 973                                           |
| 23 | Városház tér                                 | 20 | 973 S30 S42 (éjfél és 1 óra között)           |
| 24 | Tóth József utca                             | 16 | 973                                           |
| 25 | Kereszt utca                                 | ∫  |                                               |
| ∫  | Komló utca                                   | 15 |                                               |
| 25 | Budafoki temető                              | ∫  |                                               |
| ∫  | Mező utca                                    | 14 |                                               |
| 26 | Víg utca (Sporttelep)                        | 13 |                                               |
| 27 | Lőcsei utca                                  | 13 |                                               |
| 28 | Arató utca                                   | 12 |                                               |
| 28 | Kazinczy utca                                | 11 |                                               |
| 29 | Karácsony utca                               | 11 |                                               |
| 30 | Liszt Ferenc út                              | 10 |                                               |
| 31 | Jégmadár utca                                | 9  |                                               |
| 31 | Balatoni út / Háros utca                     | 8  |                                               |
| 32 | Balatoni út / Háros utca                     | ∫  |                                               |
| 33 | Budatétény, benzinkút                        | 8  | 720                                           |
| 34 | Memento Park                                 | 7  | 720                                           |
| 34 | Brassói utca                                 | 7  |                                               |
| 35 | Aradi utca                                   | 6  |                                               |
| 36 | Nyél utca                                    | 5  |                                               |
| 36 | Bíbic utca                                   | 5  |                                               |
| 37 | Gyula vezér út                               | 4  |                                               |
| 37 | Terv utca                                    | ∫  |                                               |
| 38 | Szent László utca                            | ∫  |                                               |
| 38 | Bem tábornok utca                            | ∫  |                                               |
| 39 | XIII. utca / Dózsa György út                 | ∫  |                                               |
| 40 | XVI. utca                                    | ∫  |                                               |
| 41 | Baross Gábor-telep, Ispiláng utca            | ∫  |                                               |
| 42 | XVI. utca                                    | ∫  |                                               |
| 42 | XIII. utca / Dózsa György út                 | ∫  |                                               |
| 43 | Bem tábornok utca                            | ∫  |                                               |
| 43 | Szent László utca                            | ∫  |                                               |
| 44 | Terv utca                                    | 3  |                                               |
| 45 | Rákóczi út                                   | 2  |                                               |
| 45 | Tűzliliom utca                               | 2  |                                               |
| 46 | Rózsakert utca / Minta utca                  | 1  |                                               |
| 46 | Budatétény vasútállomás (Növény utca)        | 1  | 973                                           |
| 47 | Budatétény vasútállomás (Campona) végállomás | 0  | S42 (éjfél és 1 óra között)                   |